# Procedura di Frey
La Procedura di Frey   è un particolare intervento chirurgico con bassa mortalità.

## Indicazioni
Tale procedura è indicata:
- Pancreatite cronica

## Storia
Venne descritto per la prima volta nel 1987

## Intervento
Si provvede prima all'immobilizzazione del duodeno e poi alla resezione di una parte del pancreas e poi  si attua il drenaggio del parenchima pancreatico con lo scopo di liberare il dotto pancreatico

## Complicanze
Fra le complicanze possibili:
- Emorragia massiva[3]